# Sannantha leratii
Sannantha leratii är en myrtenväxtart som först beskrevs av Rudolf Schlechter, och fick sitt nu gällande namn av Peter G.Wilson. Sannantha leratii ingår i släktet Sannantha och familjen myrtenväxter. Inga underarter finns listade i Catalogue of Life.